# Естественный отбор (телеигра)
Есте́ственный отбо́р — телеигра, выходившая с 10 апреля по 31 декабря 2004 года на телеканалах «Интер» и «REN TV». Ведущие: Александр Абдулов, Ксения Назарова.

## Правила игры
В игре участвуют 6 человек. Они ещё не знают, что им предстоит пройти тяжёлые испытания. В каждом раунде они должны будут, находясь в физически тяжёлых условиях, отвечать на различные вопросы. За правильный ответ они получают баллы: каждый балл эквивалентен одному доллар США. Игрок, прошедший в суперфинал, станет победителем игры и получит право побороться за суперприз.

## Ход игры

### 1-й тур
В первом туре участвуют все игроки. Их привязывают к канатам. В течение минуты ведущий задаёт вопросы, на которые можно ответить только «Да» или «Нет». Игроки должны дотянуться до соответствующей их варианту ответа кнопки. За каждый правильный ответ даётся 50 очков. Двое, набравшие наименьшее количество очков, выбывают.

### 2-й тур
Во втором туре каждый игрок проходит отдельное испытание. Ему в течение минуты ведущий задаёт вопросы, игрок должен на них ответить, однако сделать это не так просто — игрок испытывает серьёзные нагрузки (например, обстреливается мячиками для тенниса или сталкивается с манекенами) и в самый разгар испытания может не услышать ведущего. За каждый верный ответ начисляется 100 очков. Двое, у кого на счету наибольшее количество очков, проходят в финал.

### Финал
В финале два игрока проходят одно испытание, но отвечают на вопросы отдельно. На вопросы даётся одна минута, на ответ на каждый вопрос даётся 10 секунд. За правильный ответ начисляется 200 очков. Игрок, набравший большее количество баллов за всю игру, проходит в суперфинал. В ходе финала игрок может подвергаться нагрузкам как от работающих на площадке униформистов, так и от самого ведущего или оппонента.

### Суперфинал
В суперфинале игрока приглашают в комнату пыток. Зачитывается один вопрос. На обдумывание даётся одна минута. В любом случае игрок получит деньги — в случае проигрыша заработает только свою сумму, в случае выигрыша — дополнительно и сумму набранных очков соперников, т.е общий фонд игры.

## Факты
- Слоган игры: «Естественный отбор неизбежен!»
- К ведущему игры, Александру Абдулову Ксения Назарова часто обращалась «Маэстро», а иногда называла его по имени и отчеству[1].

## Критика
Телевизионный критик Сергей Фомин так отозвался о программе:

Об уровне «Естественного отбора» лучше всего свидетельствует выпуск 9 мая 2004 года. Одного человека катают по железкам, вроде дыбы, а потом спрашивают: «От названия какой европейской валюты произошло слово «доллар»? Другого человека подвешивают за ноги, обсыпают мукой, как рыбу перед жаркой, и тоже спрашивают. Третьего раскрашивают в два цвета… Если раньше «Последний герой» и «Розыгрыш» казались пределом телевизионной бессмысленности, то теперь стало очевидным, что рекорд побит.